# Balufu Bakupa-Kanyinda
Balufu Bakupa-Kanyinda, né le 30 octobre 1957 à Kinshasa (Congo belge, actuellement République démocratique du Congo), est un réalisateur congolais.

## Biographie
Balufu Bakupa-Kanyinda naît le 30 octobre  1957 à Kinshasa. Après avoir effectué des études universitaires à Bruxelles, il travaille comme animateur  au Centre Culturel Français de Lubumbashi entre 1979 et 1981. Il réalise son premier court métrage Dix Mille Ans de cinéma en 1991, où des réalisateurs s'expriment sur l’actualité et le devenir du cinéma africain.
L'année suivante, il fonde la Compagnie de l’audiovisuel et de la communication et son département de production, Dipanda Yo ! Films. En 1996 sort sa première fiction, Le Damier - Papa national oyé!, court métrage qui met en scène une partie de dames entre un président à vie souffrant d'insomnie et un homme de la rue, métaphore satirique des relations de pouvoir entre un dictateur et le peuple. En 2002, il réalise le film documentaire Afro@Digital, qui évoque les mutations engendrées par les technologies numériques sur le continent africain.
Après avoir travaillé pour la télévision au début des années 2000, il réalise son premier long métrage en 2006, Juju Factory, qui raconte l'histoire d'un écrivain de Matonge, quartier africain de Bruxelles sur lequel il est chargé d'écrire, et qui entre en conflit avec son éditeur qui voudrait enjoliver la réalité. En novembre 2014, il crée le prix spécial Thomas Sankara du Festival panafricain du cinéma et de la télévision de Ouagadougou (Fespaco). Récompensant les courts-métrages qui rendent hommage à l’esprit du leader politique burkinabé et au panafricanisme, il est décerné une première fois en 2015 pour Zakaria de la réalisatrice tunisienne Leyla Bouzid,.

## Filmographie

### Au cinéma

#### Comme acteur
- 1996 : Damier - Papa national oyé (ha)

#### Comme réalisateur
- 1991 : Dix Mille Ans de cinéma, 13 min.
- 1991 : Thomas Sankara : l'Espoir assassiné, 26 min.
- 1996 : Damier - Papa national oyé (ha), 40 min.
- 1999 : Bongo libre, 26 min.
- 1999 : Balangwa Nzembo (L’ivresse de la musique congolaise), 52 min.
- 1999 : Watt, 19 min.
- 2000 : Article 15 bis, 15 min.
- 2002 : Afro@Digital, 52 min.
- 2007 : Juju Factory (ha), 97 min.
- 2009 : Nous aussi avons marché sur la Lune (ar) (نحن أيضا مشينا على القمر), 16 min.

#### Comme producteur
- 2009 : Nous aussi avons marché sur la Lune

#### Comme scénariste
- 1996 : Le Damier - Papa national oyé
- 2007 : Juju Factory
- 2009 : Nous aussi avons marché sur la Lune

## Distinctions
- Lutins du court métrage 1998 : meilleur scénario pour  Le Damier - Papa national oyé